# 음악정원
황우창의 음악정원은 대한민국의 라디오 채널 Cpbc FM에서 평일 저녁 7시부터 밤 9시까지 방송된 월드 뮤직, 클래식 음악, 팝 음악 전문 라디오 프로그램이다.

## 역사
2017년 12월 9일에 첫방송되었으며, 원래는 낮 시간대에 방송되었으나, 2020년 8월 17일에 밤 10시로 시간대가 변경되었고, 2022년 10월 31일에 밤 9시대으로 시간대가 변경되었다가, 2023년 10월 30일에 저녁 7시대로 시간대가 변경되었다. 2024년 10월 25일 자로 7년만에 폐지되었다.
음악 평론가 정만섭이 진행하던 초반에는 클래식 음악도 같이 선곡하고는 했으나, 음악 칼럼니스트 황우창이 진행한 이후부터는 월드 뮤직, 클래식 음악, 팝 음악 위주로 선곡되었다.

## 역대 방송시간
| 방송 채널 | 방송 기간                         | 방송 시간                         |
| --------- | --------------------------------- | --------------------------------- |
| Cpbc FM   | 2017년 12월 9일~2018년 12월 2일   | 주말 오전 11:00 ~ 낮 12:00        |
| Cpbc FM   | 2018년 12월 9일~2019년 6월 2일    | 매주 일요일 오전 10:00 ~ 낮 12:00 |
| Cpbc FM   | 2019년 6월 3일~2020년 8월 15일    | 월~토요일 오전 10:00 ~ 낮 12:00   |
| Cpbc FM   | 2020년 8월 17일~2022년 10월 30일  | 매일 밤 10:00 ~ 밤 12:00          |
| Cpbc FM   | 2022년 10월 31일~2023년 10월 29일 | 매일 밤 9:02 ~ 밤 11:00           |
| Cpbc FM   | 2023년 10월 30일~2024년 10월 25일 | 평일 저녁 7:00 ~ 밤 9:00          |

## 역대 DJ
- 2017년 12월 9일~2018년 10월 21일 : 정만섭
- 2018년 10월 27일~2024년 10월 25일 : 황우창

## 코너
1부
- 월요일 : 정원사의 음악여행
- 화요일 : 가사가 있는 음악
- 수요일 : 아티스트 스토리
- 목요일 : 문학 속의 음악
- 금요일 : 음악, 영화를 만나다
- 토요일 : 이 한 장의 명반
- 일요일 : 이 음악을 제발 틀어주세요 DJ

2부
- 월~금 : 이 한 장의 명반
- 토, 일 : Non-Stop BGM

## 같이 보기
관련 항목
- 월드 뮤직
- 클래식 음악
- 팝 음악

방송 프로그램
- 긴급출동 24시 (KBS 1TV)
- 공개수사 실종, 제보자들, 표리부동 (KBS 2TV)
- 생방송 방과 후 듄듄 (EBS 1TV)
- 우리시대, 리얼스토리 눈 (MBC TV)
- 긴급출동 SOS 24, 심장이 뛴다, 꼬리에 꼬리를 무는 그날 이야기, 당신이 혹하는 사이 (SBS TV)
- 진상월드 (MBN)
- 구조신호 시그널 (TV조선)
- 알쓸범잡 (tvN)
- 여성시대, 싱글벙글쇼 (MBC 표준FM)